# 小橋藻三衛
小橋 藻三衛（藻三衞、こばし もざえ、1867年1月26日（慶応2年12月21日）- 1947年（昭和22年）1月22日）は、明治から昭和前期の政治家、教育者、実業家。衆議院議員。号・鵠浦。政治活動に全財産を用いた「井戸塀政治家」として知られた。実子がなかったため弟・広衛が家督を継承した。

## 経歴
備前国邑久郡久々井村（岡山県邑久郡朝日村久々井、西大寺市を経て現岡山市東区久々井）で、大庄屋・小橋市十郎の長男として生まれる。西毅一の原泉学舎で学び、1886年（明治19年）県立岡山学校師範科を卒業。邑久郡、和気郡内の小学校教師となり、1895年（明治28年）に退職した。
1896年（明治29年）岡山県会議員に選出され、以後、連続5期19年間在任し、同参事会員、同議長も務めた。この間、犬養毅を支えて「備中の犬飼、東備の小橋」と称された。
1915年（大正4年）3月の第12回衆議院議員総選挙で岡山県郡部から立憲国民党公認で出馬して初当選。以後、第15回総選挙まで再選され、衆議院議員に連続4期在任した。この間、雄弁家として知られ犬養の片腕として活動した。代議士退任後、再び政界には復帰しなかった。
また、県会議員在任中から第七十銀行監査役、笠岡紡績監査役、東讃電気軌道監査役、岡山水電取締役、岡山県蚕糸同業組合長、同畜産会長、同運送同業組合長、同織物同業連合組合長、邑久・上道織物同業組合長、邑久郡産牛馬組合長などを務め、地域の産業の振興に尽力した。

## 著作
- 『小学作文虚字用法』細謹舎、1891年。
- 『生徒用作文書 : 尋常科第二年』細謹舎、1892年。
- 『小学校用普通挨拶』普及舎、1895年。
- 『伊部陶史』大阪鵠浦会事務所、1918年。

## 親族
- 弟 高草美代蔵（衆議院議員）・小橋広衛（岡山県会議員）[1][2]